# Endast ett steg till Jesus
Endast ett steg till Jesus är en sång med text från 1873 av Fanny Crosby och musik från 1877 av William Howard Doane. Sången, Only a step, var medtagen i Sankeys Sacred Songs och översattes till svenska 1878 av Erik Nyström.

## Publicerad i
- Musik till Frälsningsarméns sångbok 1907 som nr 268
- Fridstoner 1926 som nr 55 under rubriken "Frälsnings- och helgelsesånger"
- Frälsningsarméns sångbok 1929 som nr 64 under rubriken "Frälsningssånger  - Inbjudning"
- Segertoner 1930 som nr 176 under rubriken "Väckelse och inbjudan"
- Sånger och psalmer 1951 som nr 202 under rubriken "Troslivet. Kallelse och väckelse".
- Segertoner 1960 som nr 452
- Frälsningsarméns sångbok 1968 som nr 22 under rubriken "Frälsning"
- Frälsningsarméns sångbok 1990 som nr 336 under rubriken "Frälsning".